# Hylomyscus stanleyi
Hylomyscus stanleyi (Kerbis Peterhans, Hutterer, & Demos, 2020) è un roditore della famiglia dei Muridi endemico della Tanzania.

## Descrizione

### Dimensioni
Roditore di piccole dimensioni, con la lunghezza della testa e del corpo tra 93 e 109 mm, la lunghezza della coda tra 136 e 159 mm, la lunghezza del piede tra 20 e 23 mm, la lunghezza delle orecchie tra 18 e 21 mm e un peso fino a 34.5 g.

### Aspetto
Le parti dorsali sono marroni chiare con la base dei peli grigia. É presente una macchia bianca ad ogni estremità del labbro superiore. Le orecchie sono nerastre. Le vibrisse sono lunghe e nere. Le zampe sono biancastre. La pianta dei piedi è munita di 6 cuscinetti carnosi. La coda è più lunga della testa e del corpo. Le femmine hanno un paio di mammelle pettorali e due paia inguinali. Gli incisivi superiori sono ortodonti. Il rostro del cranio è corto.

## Biologia

### Riproduzione
Metà delle femmine catturate tra luglio ed agosto, erano gravide con 4-5 embrioni.

## Distribuzione e habitat
Questa specie è conosciuta soltanto in due località della Tanzania sud-occidentale.
Vive nelle foreste montane.

## Conservazione
Questa specie, essendo stata scoperta solo recentemente, non è stata sottoposta ancora a nessun criterio di conservazione.